# Église Saint-Antoine d'Anould
Pour les articles homonymes, voir Église Saint-Antoine.
L'église Saint-Antoine est une église catholique située à Anould, en France.

## Situation
Comprise au sein de la commune d'Anould, l'église Saint-Antoine est située dans le département des Vosges en région Grand Est.

## Histoire

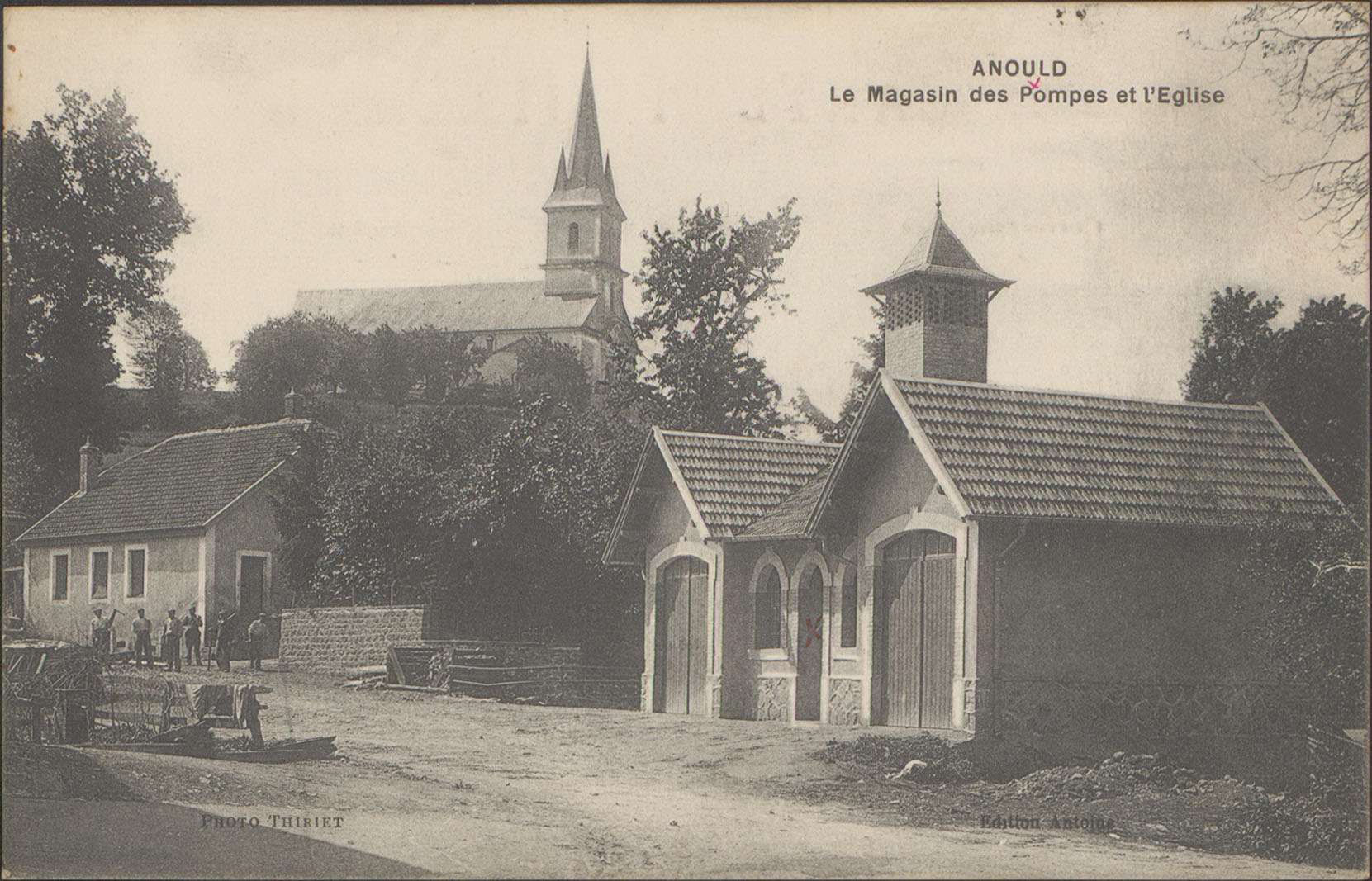
Magasin des Pompes et l'église entre 1880 et 1945.

L'église, déjà délabrée en 1789, ne fut pas rénovée en raison des coûts élevés. Au lieu de cela, il a été décidé de construire une nouvelle église. L'emplacement choisi était un plateau légèrement surélevé, de sorte que l'église soit visible de tous les points du village. La première pierre a été posée en 1828 et l'église a été consacrée en 1841. Le 21 novembre 1944, l'église a été dynamitée sans raison par les Allemands lors des combats de la retraite. Dans les années 1960, l'église a été reconstruite au même endroit.

## Description
Le plafond de la partie centrale de l'église est légèrement arrondi et recouvert d'une peinture bleue, avec des poutres apparentes disposées en forme de grille. Les murs de la partie avant de l'église sont également peints en bleu, mais leur plafond est de couleur brun. Les trois autels sont ornés de statues en bois. La tribune courbée s'étend en avant, surplombant la partie centrale de l'église. En 1969, un nouvel orgue, le dernier fabriqué par la maison Roethinger de Strasbourg, a été construit et installé sur cette tribune,.